# Rhathymus cristatus
Rhathymus cristatus är en biart som beskrevs av Adolpho Ducke 1907. Rhathymus cristatus ingår i släktet Rhathymus och familjen långtungebin. Inga underarter finns listade i Catalogue of Life.